# Ілідія
Ілідія (рум. Ilidia) — село у повіті Караш-Северін в Румунії. Входить до складу комуни Чиклова-Ромине.
Село розташоване на відстані 351 км на захід від Бухареста, 39 км на південь від Решиці, 95 км на південний схід від Тімішоари.

## Населення
За даними перепису населення 2002 року у селі проживали 383 особи.
Національний склад населення села:
| Національність | Кількість осіб | Відсоток |
| -------------- | -------------- | -------- |
| румуни         | 295            | 77,0%    |
| цигани         | 84             | 21,9%    |

Рідною мовою назвали:
| Мова      | Кількість осіб | Відсоток |
| --------- | -------------- | -------- |
| румунська | 295            | 77,0%    |
| циганська | 84             | 21,9%    |